# フォア島

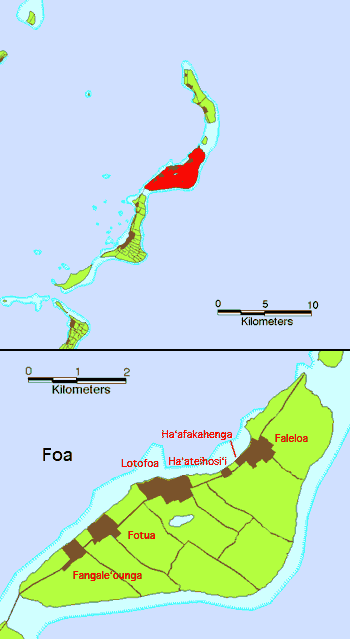
フォア島

フォア島（フォアとう、Foa）はトンガの島。トンガ中部、トンガの首都ヌクアロファの北東に位置するハアパイ諸島に含まれる。
南隣のリフカ島との間は橋で結ばれている。リフカ島の640メートルほど北東にフォア島がある。
島の面積は13.39km2。1996年現在の人口は1,434人であり、2006年に1,485人に増加した。

## 集落
- ファレロア（英語版）
- ファンガレオウンガ（英語版）
- フォトゥア（英語版）
- ロトフォア（英語版）